# Ehretia cymosa
Ehretia cymosa är en strävbladig växtart som beskrevs av Peter Thonning. Ehretia cymosa ingår i släktet Ehretia och familjen strävbladiga växter.

## Underarter
Arten delas in i följande underarter:
- E. c. breviflora
- E. c. divaricata
- E. c. silvatica
- E. c. zenkeri

## Bildgalleri

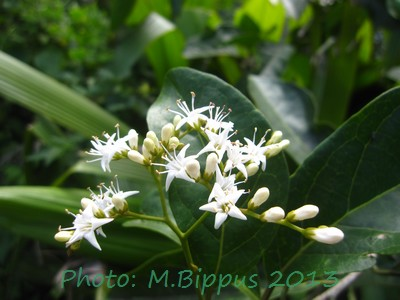